# Telmessodes proconsul
Telmessodes proconsul är en insektsart som beskrevs av Ronald Gordon Fennah 1967. Telmessodes proconsul ingår i släktet Telmessodes och familjen Nogodinidae. Inga underarter finns listade i Catalogue of Life.